# Lydia Benecke

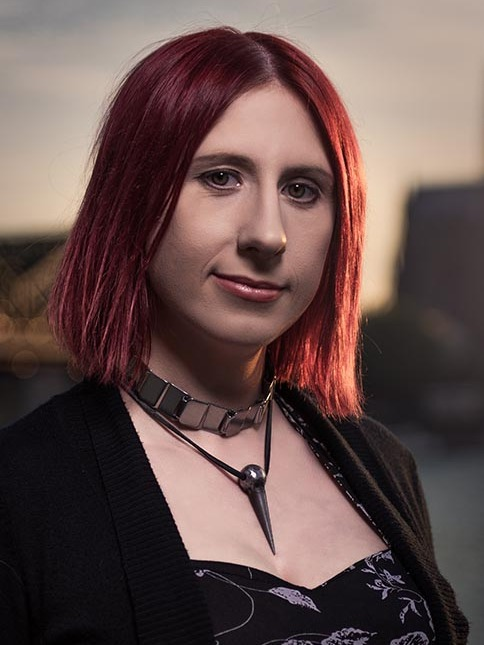
Lydia Benecke (2015)

Lydia Benecke (* November 1982 als E. C. Wawrzyniak in Bytom, Polen) ist eine deutsche Kriminalpsychologin und Autorin populärwissenschaftlicher Sachbücher.

## Leben und Wirken

### Kindheit, Schulzeit und Ausbildung
Im Alter von vier Jahren kam Lydia Benecke 1987 mit ihrer Familie aus Polen nach Deutschland. Sie belegte in ihrer Schulzeit einen Volkshochschulkurs in Psychologie und arbeitete nach einem Schulpraktikum in ihrer außerschulischen Zeit als freie Mitarbeiterin für einen Psychologischen Psychotherapeuten. Nach dem Abitur an der Janusz-Korczak-Gesamtschule in Bottrop studierte sie an der Ruhr-Universität Bochum Psychologie, Psychopathologie und Forensik. Ihre Diplomarbeit schrieb sie zum Thema Ist das Persönlichkeitskonstrukt ‚Experience Seeking‘ bei Sadomasochisten stärker ausgeprägt als bei Nicht-Sadomasochisten?

### Berufliche Laufbahn
Seit 2013 arbeitet Benecke mit erwachsenen Straftätern sowie sexuell straffällig gewordenen Jugendlichen. Außerdem ist sie seit 2008 in einer sozialtherapeutischen Anstalt, einer speziellen Form der Justizvollzugsanstalt, mit männlichen Gewaltstraftätern tätig. Zwischen 2009 und 2013 arbeitete sie unter anderem in der Öffentlichkeitsarbeit für das Unternehmen ihres damaligen Ehemannes, des Kriminalbiologen Mark Benecke.
Inzwischen ist sie als selbstständige Kriminalpsychologin mit Büro in Köln in den Arbeitsfeldern Beratung und Bildung tätig. Ihre Arbeitsschwerpunkte liegen nach Angaben aus einem Interview im Jahr 2013 in den Bereichen Paraphilien, Persönlichkeitsstörungen (vor allem Psychopathie, Dissoziale Persönlichkeitsstörung und Borderline-Persönlichkeitsstörung), Traumastörungen, abergläubische Überzeugungen, Subkulturen (vor allem BDSM-Szene, Schwarze Szene, Gothic-Kultur, Vampir-Subkultur) sowie Sekten.

#### Autorin

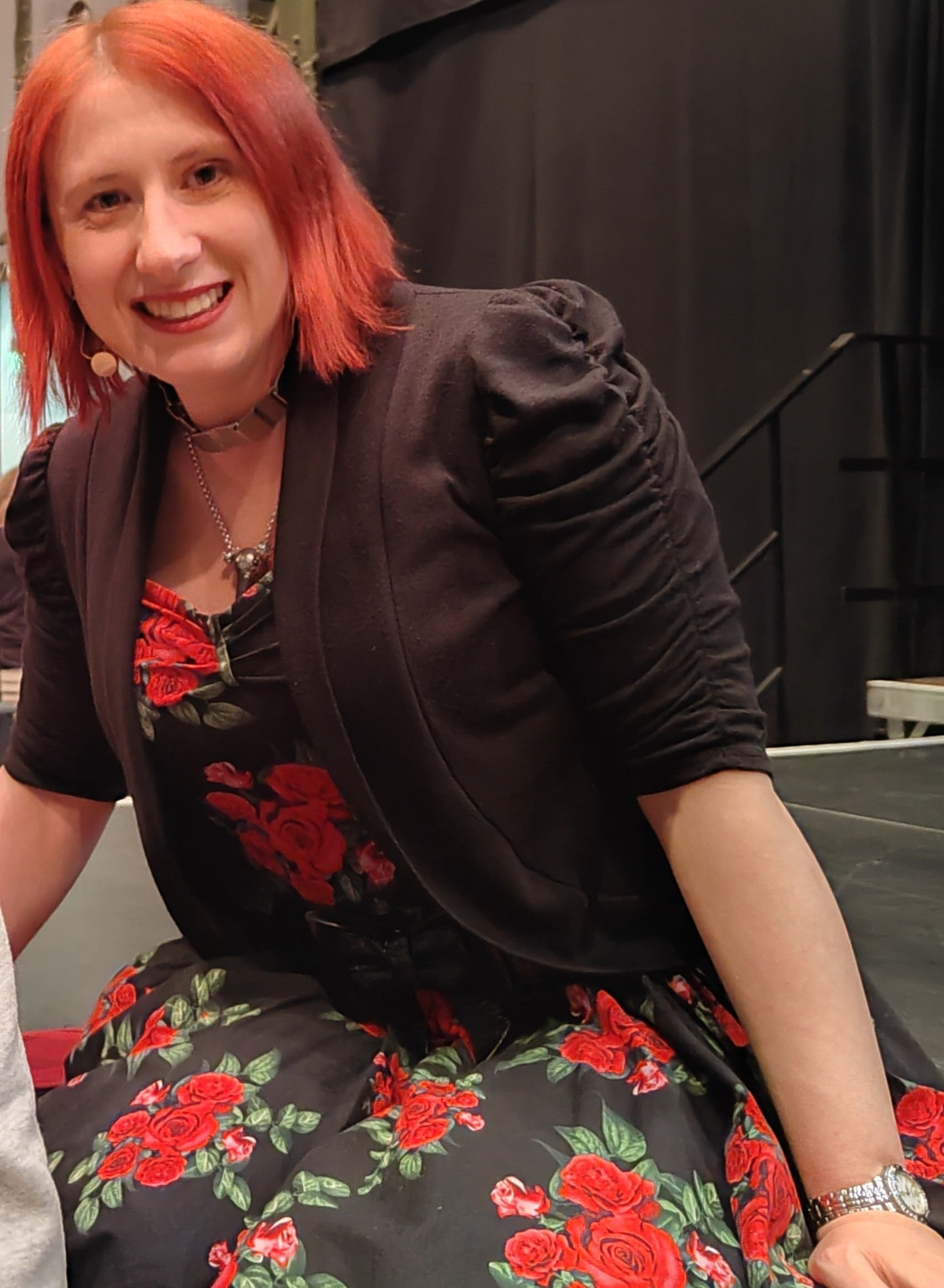
Lydia Benecke bei einem Vortrag in Essen (2024)

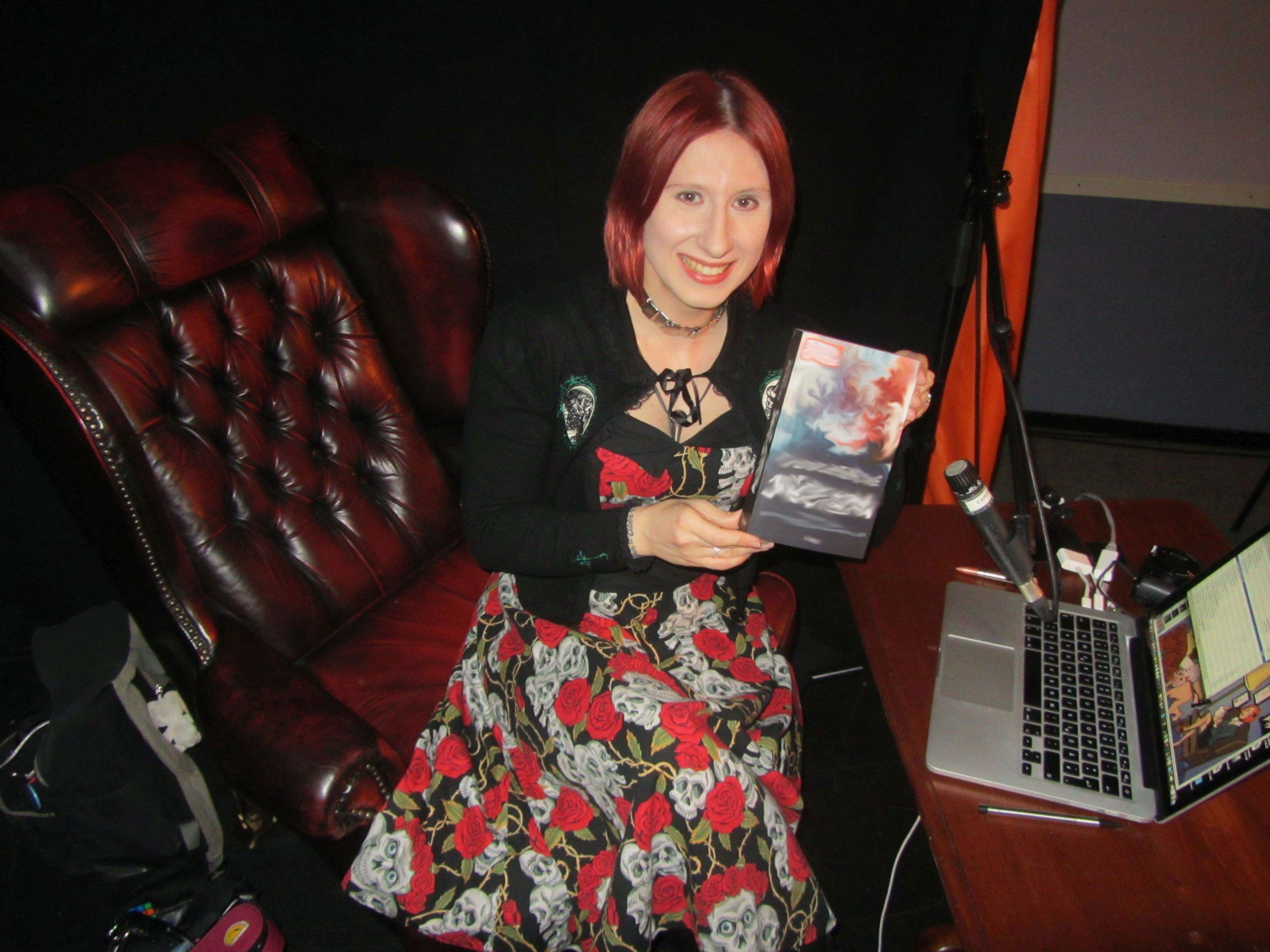
Lydia Benecke nach einer Lesung in Mannheim (2015)

Nach abgeschlossenem Psychologiestudium schrieb Lydia Benecke mit Mark Benecke zwischen 2009 und 2011 als Mitautorin an mehreren seiner Bücher mit, von denen sie Das Benecke-Universum auch lektorierte. Das 2011 veröffentlichte gemeinsame Buch Aus der Dunkelkammer des Bösen, für das sie ein umfassendes psychologisches Profil des kolumbianischen Serienmörders Luis Garavito erstellte, erreichte hohe Platzierungen auf der Spiegel-Bestsellerliste.
Seit 2010 ist sie als regelmäßige Kolumnistin für das deutschsprachige BDSM-Magazin Schlagzeilen tätig. In ihrer Kolumne „Psychokiste“ befasst sie sich mit unterschiedlichen Fragestellungen zum Themengebiet BDSM aus psychologischer Sicht. 2013 steuerte sie ein psychologisches Profil des historischen Serienmörders und Kannibalen Karl Denke zum Buch Historische Serienmörder III: Karl Denke – Der Kannibale von Münsterberg: Ein deutscher Serienmörder des Autors Armin Rütters bei.
Im Oktober 2013 erschien ihr Buch Auf dünnem Eis. Die Psychologie des Bösen, in dem Benecke die Verbrechen von Rodney Alcala, Richard Kuklinski, Leopold und Loeb sowie den Mord an Marta Russo näher analysiert. Anhand der von Robert D. Hare entwickelten Testmethoden wird darüber hinaus erörtert, was Psychopathen ausmacht. Am 12. Februar 2015 erschien der Titel Sadisten. Tödliche Liebe – Geschichten aus dem wahren Leben, in dem unter anderem anhand der Verbrechen von Harry Kendall Thaw, David Parker Ray, John Wayne Gacy, Karol Kot sowie der Entführung von Colleen Stan erklärt wird, was Sadisten ausmacht.
2018 erreichte Benecke mit ihrem Buch Psychopathinnen. Die Psychologie des weiblichen Bösen erneut eine Bestsellerlistenplatzierung. Darin behandelt sie Verbrechen, die von weiblichen Tätern verübt wurden, unter anderem von Marybeth Tinning, Aileen Wuornos (bekannt durch die Verfilmung Monster), Diane Downs sowie den Mordfall Sylvia Likens.

#### Medien
Als psychologische Expertin tritt Lydia Benecke seit 2009 in unterschiedlichen Fernsehsendungen auf, u. a. bei TV total, stern TV, Explosiv – Das Magazin, Markus Lanz, Bambule, Inka!, dem Sat.1-Frühstücksfernsehen, der Spezialsendung XY gelöst sowie im ZDF-Dokumentarfilm „Dracula lebt!“. 2013 war sie in der Sat.1-Produktion „Stalker – Auf frischer Tat ertappt“ als Psychologin für die Einschätzung der Täter zuständig. Seit 2017 tritt sie regelmäßig in der Spezialausgabe XY gelöst der Sendung Aktenzeichen XY … ungelöst auf. Ebenfalls aktiv ist sie in der Sendung Anwälte der Toten und der Produktion Erbarmungslos mit Stephan Harbort. Nach dem Siegauen-Vergewaltigungsfall in Bonn, bei dem sie als psychologische Expertin befragt wurde, sah Benecke sich Angriffen ausgesetzt, da ihre Äußerungen missverständlich aufgenommen wurden.
Auch für Hörfunk, Podcast-Produktionen, Printmedien und elektronische Zeitschriften ist sie als Expertin tätig. In diesem Rahmen äußerte sie sich aus psychologischer Sicht zu Themen wie Psychopathie, dem Zodiac-Killer, sexuell motivierten Tötungsdelikten, Briefbomben-Attentätern, den Anschlägen in Norwegen 2011, Vampiren, BDSM, Sadomasochismus in Deutschland, Skeptizismus, Kriminalpsychologie, Weltuntergangs-Mythen und Endzeit-Sekten.
Seit März 2020 gehört sie zur Stammbesetzung des Talkformats Ferngespräch von Tommy Krappweis auf dem Twitch-Kanal WildMics, das sich um Verschwörungstheorien und Esoterik dreht.
Seit Juni 2021 arbeitet Benecke am funk-Format Der Fall mit, um „in die Köpfe von Täter:innen zu blicken, deren Psyche zu verstehen und die Taten einzuordnen.“ Seit 2022 spricht sie mit Mousse T. im True-Crime-Podcast Melody of Crime über bekannte Kriminalfälle im Kulturbereich.
Seit Februar 2023 präsentiert sie den TrueCrime-Hörspiel-Podcast Dunkle Seelen für den WDR und die ARD. Darin geht es um wahre Verbrechen und Gewalttaten (wie das Massaker von Srebrenica, die Taten von Jacques Mesrine oder den NS-Kriegsverbrecher Klaus Barbie), die als Hörspiel inszeniert sind. Benecke befasst sich mit der Psychologie dahinter und mit wiedererkennbaren Mustern, die von Zeitgeschichte oder Kultur unabhängig sind.
Im Februar 2023 initiierte sie den WTF-Talk (Wissenschaft trifft Freundschaft) mit Bernd Harder, Holm Hümmler und Annika Harrison in der Stammbesetzung.

## Ehrenamtliche Tätigkeiten
Seit ihrer Studienzeit war Lydia Benecke Mitglied der Gesellschaft zur wissenschaftlichen Untersuchung von Parawissenschaften (GWUP), deren Wissenschaftsrat sie von 2015 bis 2024 angehörte. In diesem Rahmen beschäftigte sie sich u. a. mit der psychologischen Betrachtung des Vampir-Motivs, der Vampir-Subkultur, des Aberglaubens, Satanic Panic und der Homöopathie. 2024 verließ sie die GWUP aufgrund inhaltlicher und persönlicher Differenzen. Sie ist Gründungsmitglied des 2024 gegründeten Vereins Skeptix.
Im Jahr 2012 wurde sie Jugendschutzbeauftragte der SMJG, nachdem sie eine psychologische Stellungnahme zur Indizierung eines BDSM-Forums durch den Jugendschutz geschrieben hatte.
Für die Suizid- und Depressionsprävention engagierte sie sich im Rahmen von Freunde fürs Leben e. V.

## Veröffentlichungen
- Vampire unter uns! Teil 1: Rh. pos. (mit Mark Benecke, Kathrin Sonntag, Nastassia Palanetskaya), Edition Roter Drache, Rudolstadt 2009, ISBN 978-3-939459-24-8.
- Vampire unter uns! Teil 2: Rh. neg. (mit Mark Benecke), Edition Roter Drache, Rudolstadt 2010, ISBN 978-3-939459-42-2.
- Das Benecke-Universum (mit Mark Benecke), Militzke, Leipzig 2011, ISBN 978-3-86189-845-0.
- Aus der Dunkelkammer des Bösen. Neue Berichte vom bekanntesten Kriminalbiologen der Welt (mit Mark Benecke), Lübbe, Köln 2011, ISBN 978-3-7857-6046-8, S. 60–68, 71–259, 292–297, 327–330, 357–364, 388–390.
- Auf dünnem Eis. Die Psychologie des Bösen. Lübbe, Köln 2013, ISBN 978-3-7857-6095-6; Taschenbuch, ebd. 2016, ISBN 978-3-404-60900-0.
- Exkurs: Karl Denke unter der psychologischen Lupe. In: Armin Rütters: Historische Serienmörder. Teil III, Sonderband 1: Karl Denke – Der Kannibale von Münsterberg. Ein deutscher Serienmörder (= Bibliothek des Grauens. Band 13). Arnstadt, Kirchschlager 2013, ISBN 978-3-934277-42-7, S. 73–86.
- Sadisten. Tödliche Liebe – Geschichten aus dem wahren Leben. Lübbe, Köln 2015, ISBN 978-3-431-03899-6.
- Psychologische Überlegungen zu Realfakes. In: Wie meine Internet-Liebe zum Albtraum wurde: Das Phänomen Realfakes. Victoria Schwartz. Blanvalet Verlag, 2015, ISBN 978-3-7645-0536-3, S. 256–266.
- Ein multidimensionales psychologisches Modell zur Unterscheidung zwischen inklinierendem und periculärem sexuellen Sadismus. In: Schriftenreihe der Gesellschaft für Kriminologie, Polizei und Recht e. V. Band 3/II. Sammelband, Verlag für Polizeiwissenschaft, Frankfurt am Main 2015, ISBN 978-3-86676-440-8, S. 32–65.
- Marquis de Sade: Die 120 Tage von Sodom 2.0 oder: Die Schule der Ausschweifung (= Edition Gothiclassics. Band 1). Neu übersetzt von Curt Moreck. Verlag Frank-Daniel Schulten, Iserlohn 2016, ISBN 978-3-932961-72-4, Bearbeitung Frank Schulten und Lydia Beneke, mit einer Einleitung von Lydia Benecke, S. 6–24.
- Psychopathinnen. Die Psychologie des weiblichen Bösen. Lübbe, Köln 2018, ISBN 978-3-431-03996-2.
- Ein multidimensionales psychologisches Modell zur Unterscheidung zwischen inklinierendem und periculärem sexuellen Sadismus. In: Destruktive Sexualität. Therapie und Risk-Assessment in der Forensischen Psychiatrie (= Eickelborner Schriftenreihe zur forensischen Psychiatrie. Band 6). Hrsg. von Nahlah Saimeh. Medizinisch Wissenschaftliche Verlagsgesellschaft, Berlin 2018, ISBN 978-3-95466-413-9, S. 11–26.